# Elizabeth Avellan
Elizabeth Avellán est une productrice de film américaine née le 8 novembre 1960 à Caracas au Venezuela. Elle a été mariée au réalisateur Robert Rodriguez avec qui elle gère la société de production Troublemaker Studios créée en 2000.

## Filmographie
- 2023 : Spy Kids: Armageddon de Robert Rodriguez
- 2014 : Sin City : J'ai tué pour elle (Sin City: A Dame to Kill For) de Robert Rodriguez et Frank Miller
- 2013 : Angels Sing de Tim McCanlies
- 2011 : Spy Kids 4: Tout le temps du monde (Spy Kids: All the Time in the World) de Robert Rodriguez
- 2011 : Blacktino d'Aaron Burns
- 2010 : Predators de Nimród Antal
- 2010 : Machete de Robert Rodriguez et Ethan Maniquis
- 2009 : Shorts de Robert Rodriguez
- 2009 : Entre líneas (court-métrage) de Maru Buendia-Senties
- 2008 : Santos de Nicolás López
- 2008 : The Kids of Widney High de Rana Joy Glickman (productrice exécutive)
- 2007 : Planète Terreur (Planet Terror) de Robert Rodriguez
- 2007 : Boulevard de la mort (Death Proof) de Quentin Tarantino
- 2007 : Truth in Terms of Beauty de Vince DiPersio
- 2005 : Curandero d'Eduardo Rodriguez (productrice exécutive)
- 2005 : Secuestro express de Jonathan Jakubowicz (productrice exécutive)
- 2005 : Les Aventures de Shark Boy et Lava Girl (The Adventures of Shark Boy and Lava Girl in 3-D) de Robert Rodriguez
- 2005 : Sin City de Robert Rodriguez et Frank Miller
- 2003 : Il était une fois au Mexique... Desperado 2 (Once Upon a Time in Mexico) de Robert Rodriguez
- 2003 : Spy Kids 3D (Spy Kids 3-D: Game Over) de Robert Rodriguez
- 2002 : Spy Kids 2 : Espions en Herbe (Spy Kids 2: Island of Lost Dreams) de Robert Rodriguez
- 2001 : Spy Kids 1 : Les Apprentis Espions (Spy Kids) de Robert Rodriguez
- 2000 : Une nuit en enfer 3 : La Fille du bourreau (From Dusk Till Dawn 3: the Hangman's Daughter) de  P.J. Pesce (en) (coproductrice)
- 1999 : Une nuit en enfer 2 : Le Prix du sang (From Dusk Till Dawn 2: Texas Blood Money) de Scott Spiegel (coproductrice)
- 1998 : The Faculty de Robert Rodriguez
- 1997 : Real Stories of the Donut Men de Beeaje Quick
- 1996 : Une nuit en enfer (From Dusk Till Dawn) de Robert Rodriguez (coproductrice)
- 1995 : Desperado de Robert Rodriguez (coproductrice)
- 1992 : El Mariachi de Robert Rodriguez (productrice associée)